# Europaeum
欧洲大学联盟（拉丁语：Europaeum）是由欧洲十所大学组成的欧洲大学联盟。它是由Lord Weidenfeld和Ronnie Grierson在1990年至1991年间发起的，目的是通过促进包括牛津大学在内的十所欧洲大学的学术研究来推动欧洲高等教育的整体进步。以此加强各大学之间的学术交流，以及语言、历史、文化方面的相互学习。
欧洲大学联盟现任的执行主席是哈特穆特·迈尔（Hartmut Mayer）博士。

## 成员
奥地利 中欧大学
 比利时 鲁汶天主教大学
 捷克 查理大学
 丹麦 哥本哈根大学
 芬兰 赫尔辛基大学
 法國 巴黎第一大学
 德国 慕尼黑大学、柏林自由大学
 義大利 博洛尼亚大学
 荷蘭 莱顿大学
 盧森堡 卢森堡大学
 波蘭 雅盖隆大学
 葡萄牙 葡萄牙天主教大学
 西班牙 庞培法布拉大学、马德里康普顿斯大学
 瑞士 日内瓦国际关系及发展高等学院
 英国 牛津大学、圣安德鲁斯大学
 爱沙尼亚 塔尔图大学